# 山口悟郎
山口 悟郎（やまぐち ごろう、1956年1月21日 - ）は、日本の実業家。京セラ株式会社代表取締役社長を経て、同社代表取締役会長、京セラドキュメントソリューションズ代表取締役会長、日本ファインセラミックス協会会長、太陽光発電協会代表理事。

## 人物・経歴
京都市出身。同志社高等学校を経て、1978年、同志社大学工学部卒業、京都セラミツク（現京セラ）入社。一貫して半導体部品の営業に携わり、半導体部品国内営業部長、半導体部品統括営業部長等を経て、2009年、取締役執行役員常務に昇格。
2013年から京セラ代表取締役社長を務め、携帯電話事業や太陽光パネル事業の不振が続く中、構造改革にあたった。2期連続の減収減益となった2017年に代表取締役会長に退き、京セラドキュメントソリューションズ代表取締役会長も兼務した、
2020年同志社中高同窓会会長。2021年日本ファインセラミックス協会会長。太陽光発電協会代表理事、稲盛財団評議員、KDDI取締役等も歴任した。